# アルブレヒト6世 (メクレンブルク公)
アルブレヒト6世（Albrecht VI., 1438年 - 1483年4月27日）は、メクレンブルク公（在位：1477年 - 1479年）、メクレンブルク＝ギュストロー公（在位：1480年 - 1483年）。

## 生涯
アルブレヒト6世はメクレンブルク公ハインリヒ4世とブランデンブルク選帝侯フリードリヒ1世の娘ドロテア・フォン・ブランデンブルクの息子として生まれた。1464年、アルブレヒトと弟のヨハン6世は収入源としてギュストロー、プラウ、ラーゲ、シュターヴェンハーゲンを父親から受け取った。
アルブレヒトは1477年に父が亡くなるまで父と共同統治を行った。その後は弟のマグヌス2世と共同統治を行った。1479年、それまでシュヴェリーン司教区の司教補佐を務めていた弟のバルタザールも共同統治に加わることを望んだ。アルブレヒトらの母ドロテアは公領を分割する合意を結ばせた。アルブレヒトはヴァーレン、ペンツリン、クライン・ブローダ、レーベル、ベーデおよびレーデンハーゲンを除く旧ヴェルレ領を受け取り、弟マグヌス2世とバルタザールは公領の残りの部分を共同統治した。
アルブレヒトは3年後の1483年4月27日より前に亡くなり、ギュストロー大聖堂に埋葬された。アルブレヒトの死後、メクレンブルク公領は再統一された。
1466/8年に、アルバートはカタリーナ・フォン・リンドー＝ルッピンと結婚したが、子供はいなかった。